# HIFK (hockey su ghiaccio)
La sezione di hockey su ghiaccio dell'Idrottsföreningen Kamraterna i Helsingfors, meglio noto come HIFK o Helsingin IFK, è una delle più titolate della Liiga, la lega finlandese di hockey.

## Storia
Sebbene la polisportiva, tra le più antiche del paese, sia stata fondata nel 1897, la sezione hockey è stata istituita solo nel 1945. Ha vinto il titolo nazionale 7 volte (1969, 1970, 1974, 1980, 1983, 1998 e 2011), ed in particolare, la squadra che vinse il campionato del 1998, è considerata una tra le migliori nella storia dell'hockey finlandese. I tifosi dell'HIFK vivono intense rivalità con l'altra squadra di Helsinki, lo Jokerit.

## Giocatori
Diversi giocatori oggi in NHL hanno iniziato la loro carriera in questa squadra, come ad esempio Niklas Bäckström, Olli Jokinen, Marek Židlický, Carl Brewer, Tim Thomas e Mikael Granlund.

## Palmarès

### Competizioni nazionali
- Campionato finlandese: 7

1969, 1970, 1974, 1980, 1998, 2011